# Tesla-tekercs

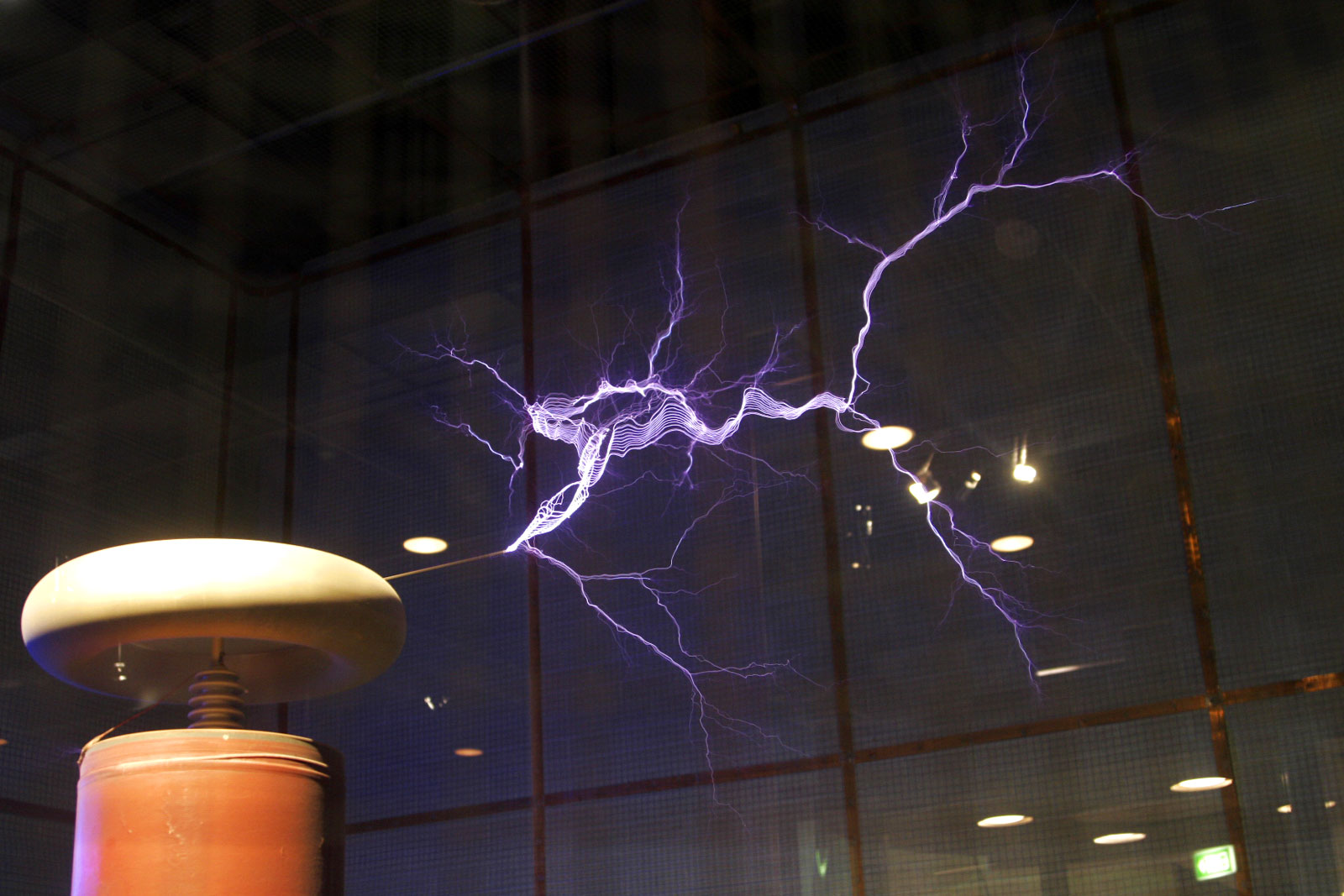
Villámszimulátor

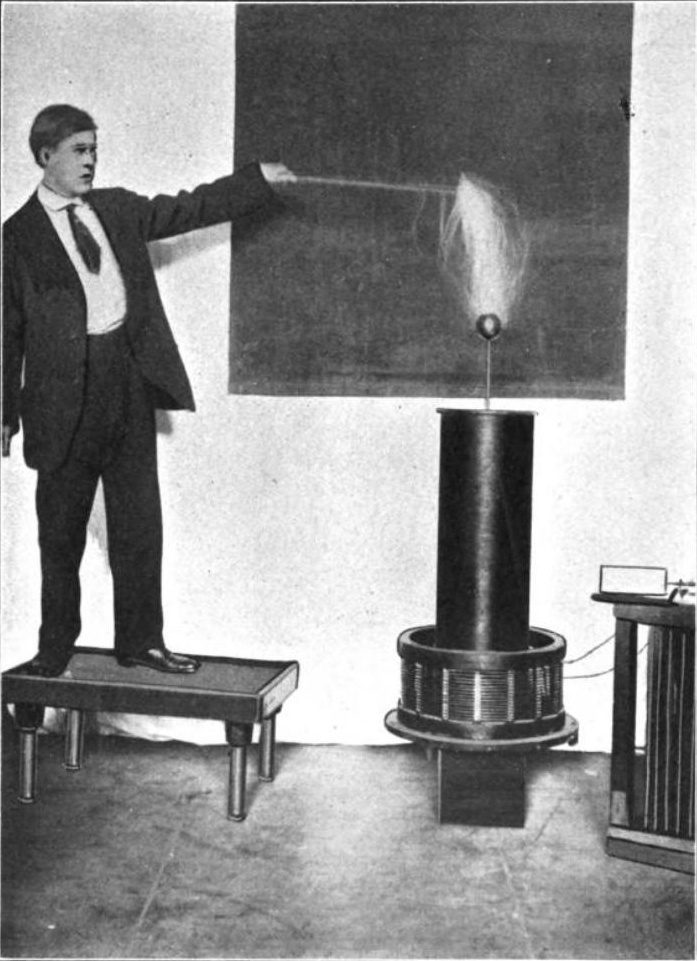
Egy diák bemutatja a koronakisülést Los Angeles Polytechnic High Schoolban, 1909 körül

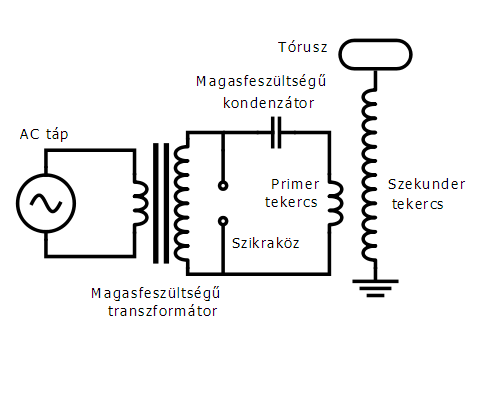
Tesla-tekercs (CTC) kapcsolási rajza (ez a tekercs a korábbi Tesla-tekercsekhez tartozik)

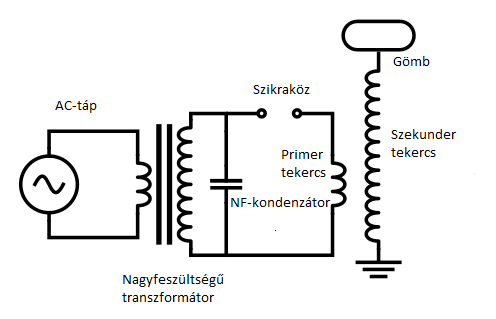
Tesla-tekercs (CTC) kapcsolási rajza (ez a tekercs a későbbi Tesla-tekercsekhez tartozik)

Nikola Tesla 1891-ben építette meg először a róla elnevezett Tesla-tekercset. Ő volt az első, aki az elektromos rezonancia jelenségét a gyakorlatban is megvalósította és felhasználta. A Tesla-tekercs legalább két légmagos tekercsből áll, ami nagyfeszültséget állít elő magas frekvencián. A nagyfeszültség akár 10 millió Voltig is terjedhet, a frekvencia pedig több MHz is lehet. Általában 25 kHz és 2 MHz között mozog. A Tesla-tekercs abban különbözik a transzformátortól, hogy a primer és a szekunder kör is rezonanciában van egymással, de nem a hálózati frekvenciával (50/60 Hz). A Tesla-tekercs áramkörét transzformátor biztosítja, ami legalább néhány kV-ot (legalább 4-12 kV) táplál.
Tesla több, különböző rendeltetésű és működésű Tesla-tekercset épített, ezek mindegyike egy-egy új felhasználási terület alapjait hozta létre, fejlesztései a nagyfrekvenciás generátoroknak, az elektromos áram vezeték nélküli továbbításának, az elektroterápiás készülékeknek, valamint az összes ma használatos hírközlő berendezésnek az alapvető elemévé váltak.

## Működési elve
A primer oldali rezgőkör áll(hat) egy transzformátorból, egy vagy több kondenzátorból, valamint egy primer tekercsből és egy szikraközből, a szekunder oldal egy nagy menetszámú szekunder tekercsből és egy kondenzátorból áll. A kondenzátor(ok)ra feszültség jut a meghajtó hálózatról (pl. transzformátor szekunder tekercséről). A kondenzátorra kerülő feszültség maximum addig a feszültségszintig tölti fel a kondenzátort, míg a feszültség eléri a szikraköz átütési feszültségét. A szikraközben a dielektrikumon keresztül (korábban olaj, később levegő) átütés jön létre. Ez az átütés ionizálja a szigetelő közeget, így annak ellenállása drasztikusan lecsökken. Ezzel az eddig szakadásnak tekinthető áramkör záródik, és a primer tekercsen keresztül magas frekvenciájú váltóáram (más néven rezonáló áram) folyik. A primer tekercsen folyó áram a jobb kéz szabály szerinti mágneses teret hoz létre. A mágneses tér a tekercs belsejében összegződik, és azonos irányú. Nagysága a primer gerjesztés függvénye, mely az átfolyó áram és a menetszám szorzatával megegyező. Az ionizáció megszűnésével (például az ionizált csatorna levegővel való kifújása) a zárt áramkör megszakad, és újra kezdődik a kondenzátor töltése. Mivel a létrejövő mágneses fluxus a kondenzátor-primer tekercs önindukciója-a szikraköz átütési feszültsége (valamint annak kioltása) által meghatároz egy frekvenciát, a mágneses fluxus időben változó nagyságú lesz. Az így létrejövő mágneses erővonalak metszik a szekunder tekercs meneteit, és abban feszültséget indukálnak. A későbbi kiviteleknél szikraköz helyett szigetelőanyagból készült kör alakú tárcsán érintkezőket helyeztek el, melyek elektromos motor meghajtással egy körülfordulás alatt az érintkezők számától függően zárták az áramkört. Ezzel a megoldással az áramkör zárási frekvenciája egyenes arányban állt a motor fordulatszámával, és az érintkezők számával. Mivel a tekercsek önindukciója, és a felhasznált kondenzátor(ok) kapacitása a megszakításokkal meghatározott időállandót határoz meg, oszcillátorként működik, és rezonancia lép fel. A fellépő rezonancia biztosítja, hogy a rezgés fenntartásához sokkal kisebb energia szükséges, másfelől a frekvencia (eltérően a transzformátoroktól) nem a tápláló hálózat frekvenciájától függ. 
Ez legegyszerűbben az inga, (vagy a hinta) mozgásából érthető meg. A felső holtponton a felfüggesztett súly a legnagyobb helyzeti (gravitációs) energiával rendelkezik. Az alsó holtpont felé tartva ez a helyzeti energia 0-ra csökken, és mozgási energiává alakul át. Túljutva az alsó holtponton a mozgási energiája csökken, és helyzeti energiává alakul át, ami a felső holtponton éri el maximumát, és a mozgási energia 0-ra csökken. A folyamat kezdődik elölről. Ez a mozgás a végtelenségig fennmaradna, ha nem lenne a levegő közegellenállása (és a hintánál a felfüggesztés súrlódása). Ha mindig pont abban az időpillanatban közölnek energiát a rendszerrel, mely annak mozgását erősíti, és ezt következetesen mindig ugyanakkor teszik, a lengés minimális energiaráfordítással a végtelenségig fenntartható.

## Kapcsolási rajz

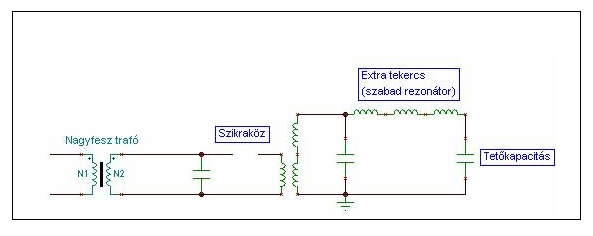
Az erősítő adó kapcsolási rajza

Nagyon sok kapcsolása ismert a Tesla-tekercsnek. Meghajthatók 12 V–9000 V-ról, az alapelv viszont ugyanaz. Maga a Tesla-tekercs egy primer és egy szekunder oldali rezgőkörből áll. Nikola Tesla nemcsak Tesla-tekercset épített, hanem egy Tesla adót (magnifiert) is. A kapcsolási rajz hasonló, a működési elv is. Tesla azért készítette el Colorado Springs-ben ezt az úgynevezett "Erősítő adó"-t, mert a Tesla-tekercsnél túl nagy volt a veszteség, nagyon szórt volt a mágneses fluxus a primer tekercsben.

## Alkatrészei

### Transzformátor
A transzformátor szekunder feszültségének célszerűen 1 kV felettinek kell lennie, hogy megfelelő méretű ívkisüléseket kaphassunk. Legegyszerűbb a meglévő 230 V-os hálózatot feltranszformálni. Gondoskodni kell egyfelől a transzformátor primer-szekunder tekercseinek, másfelől a szekunder tekercs belső szigetelésének kifogástalan kivitelezéséről. A transzformátor biztonsági okokból impregnált kell legyen. A kivezetés szigetelésének ki kell bírnia az 1 kV feszültséget.

### Kondenzátor
A kondenzátornak mindig megbízhatóan nagyobb feszültségűnek kell lennie, mint a szekunder feszültség csúcsfeszültsége. Nagyobb feszültségű kondenzátor hiányában megfelel egy, vagy több kondenzátor sorba kötése, de így is minden kondenzátor feszültségének a rajta lévő feszültségnél nagyobb feszültségűnek kell lennie. Az eredő kapacitásuk a sorba kötött kapacitásoknak: 1/Cösszes = 1/C1 + 1/C2 + 1/C3 ... + 1/Cn
Az egyes kondenzátorokon eső feszültség a kondenzátorok kapacitív reaktanciájától függ, ami XC = 1/(ω*C)
Mivel a transzformátor szekunder oldalán váltakozó feszültség jelenik meg, csak kiváló minőségű fólia-, epoxi kondenzátor alkalmazható. Mivel az elektrolit kondenzátor polarizált, a váltakozó feszültség miatt szóba sem jöhet, annak hatására ugyanis felrobban!

### Primer tekercs és a szikraköz
A primer tekercs néhány menetből áll. Ez a primer tekercs vastag huzalból készül, hogy a kellő átvitt teljesítmény hatására az átfolyó áram ne tudja túlhevíteni. A primer tekercs formáját háromféleképpen lehet kialakítani:
- Helical (solenoid): a menetek rugószerűen kerülnek kialakításra, a szekundertől azonos távolságra.
- Spiral: a menetek vízszintesen, csigavonalban vannak létrehozva.
- Helix: az előző kettő ötvözete, x fokos szögben, tölcsérszerűen van megoldva.

A szikraköz a legkönnyebben kialakítható rész az áramkörben. 
Fajtái:
- álló szikraköz
- forgó szikraköz

Az álló szikraköz egymástól meghatározott távolságra elhelyezett két elektróda. Az elektródok között magas feszültségű impulzusok lépnek fel.
A forgó szikraközt úgy alakítják ki, hogy egy gyors fordulatszámú motor forgó tengelye egy áttétellel hozzá van erősítve egy szigetelő tárcsához, ami nagyon gyorsan forog. Ezen a tárcsán vannak az érintkezők. 

### Szekunder tekercs

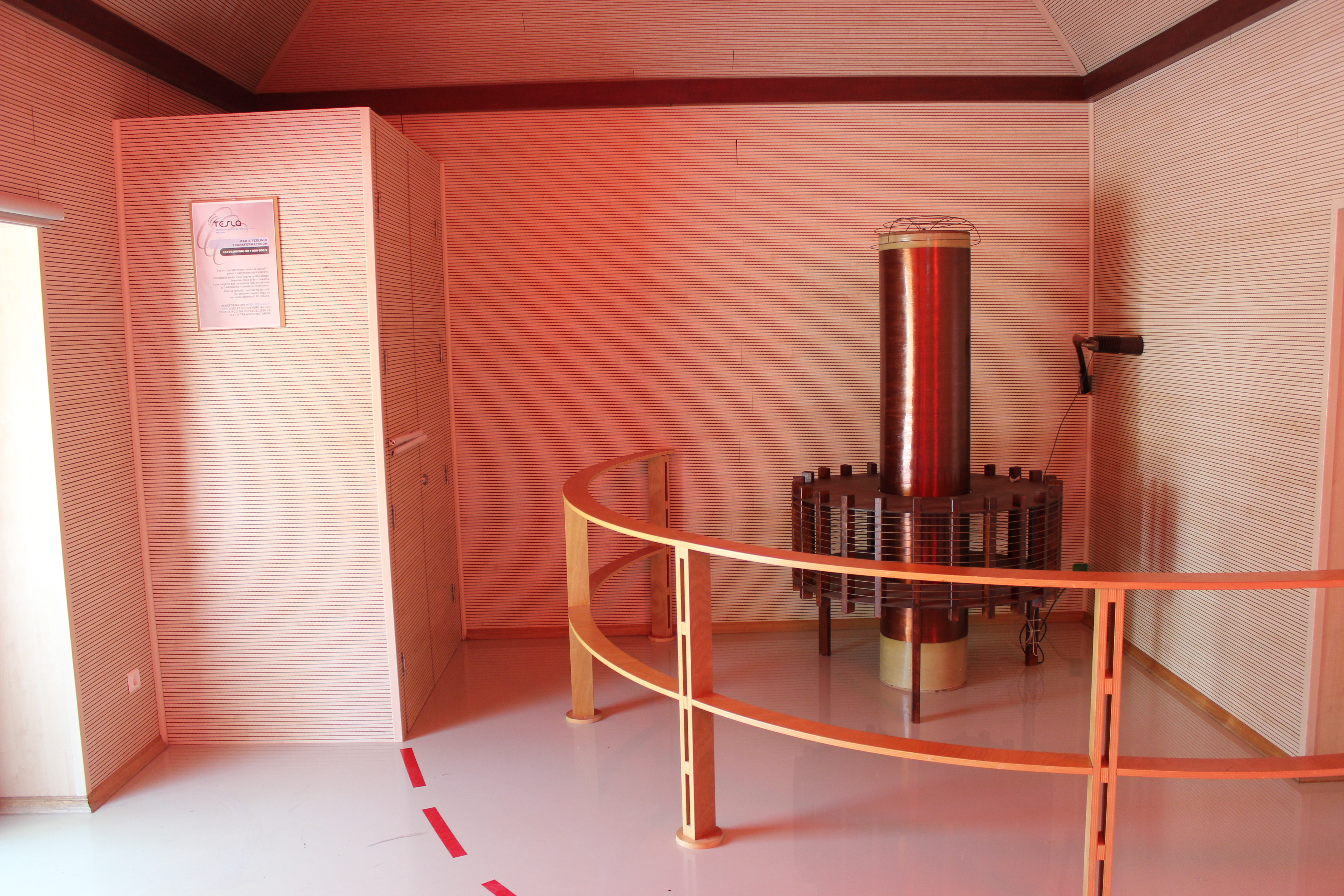
Tesla-tekercs a Nikola Tesla Emlékközpontban (Smiljan, Horvátország)

A szekunder tekercs egy viszonylag nagy menetszámú tekercs. A menetek vékony huzalból készülnek, a tekercselés módja solenoid. A  menetszám az elérendő feszültség, tehát az áttétel függvénye. Természetesen ez sok mindentől függ (a primer tekercs induktivitásától, a teljesítménytől, a tekercsek átmérőjétől, magasságától (L/D viszony), a huzalok vastagságától...). Csupán egy sorban helyezkednek el a menetek. A menetemelkedésnél figyelembe kell venni az egy menetre jutó feszültség nagyságát a menetek közötti átütés elkerülésére. A szekunderből kijövő áramerősség viszonylag kicsi, a feszültség több kV-os, a frekvencia pedig több kHz-es.

### Extra tekercs

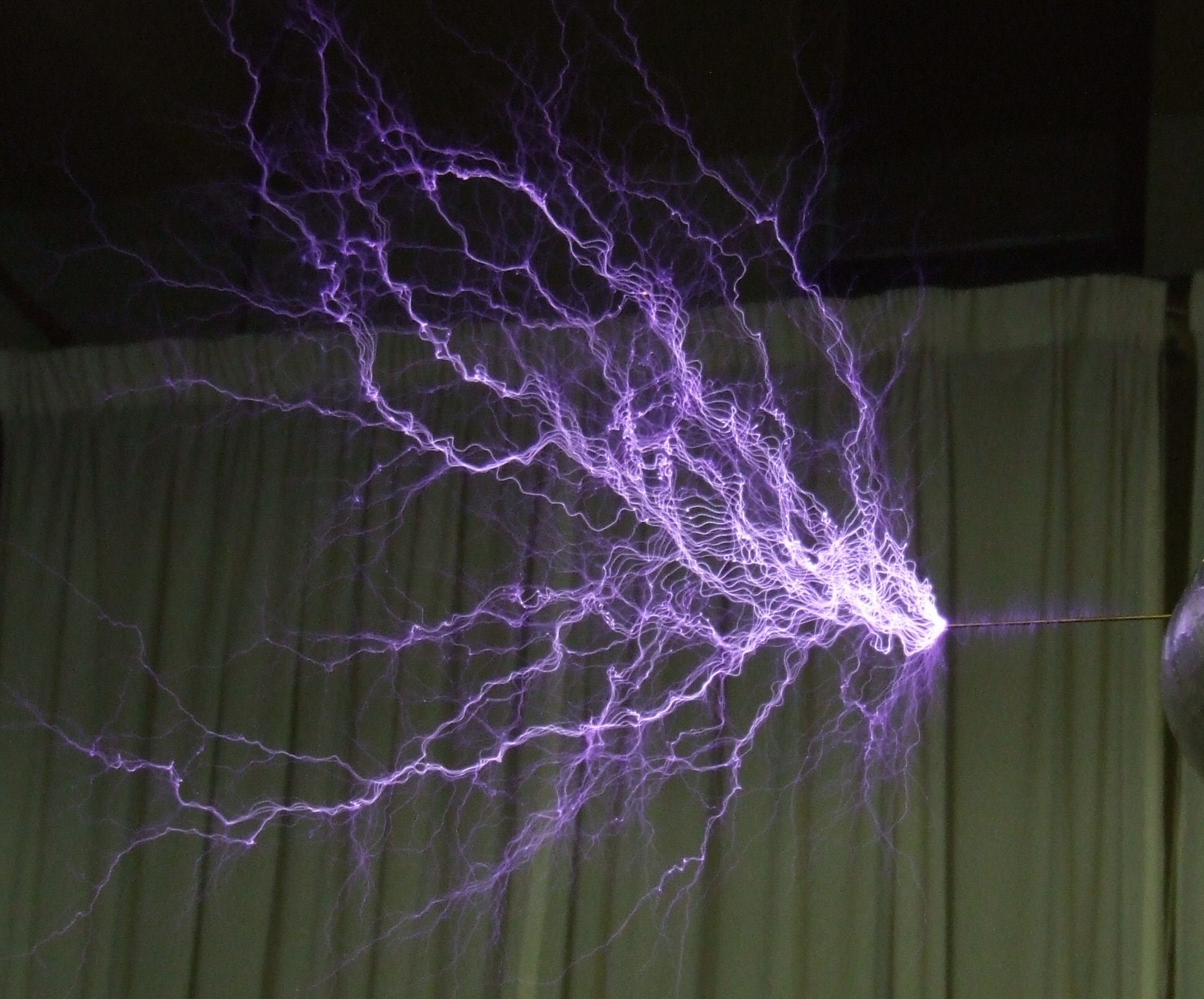
Tetőkapacitásnak használhatunk legömbölyített felületet (ami hatásfok szempontjából előnyös), viszont tehetünk egy hegyes tárgyat is a tekercs tetejére, akkor rendkívül látványos koronakisülések jönnek létre

Az extra tekercset, vagy más néven gömbrezonátort fizikailag el lehet különíteni a két szorosan csatolt tekercstől, melyek a fő oszcillátor szerepét látják el. A fő oszcillátorból a teljesítmény az extra tekercs alsó végébe egy nagy átmérőjű elektromos vezetőn vagy csövön keresztül jut, ezáltal minimalizálva a koronakisülés eshetőségét. Az erősítő adó extra tekercse lassú hullámú gömbrezonátorként viselkedik, ahol a sugárirányú gerjesztés a fény sebességének 1-10%-ával terjed a szabad térben.
Az erősítő adó sugárirányú elektromágneses mezejének a sebességét a tekercs csúcsa és az elektromos töltés áramlás sebessége határozza meg az áramkörön keresztül. 
Érdemes megjegyezni, hogy a Tesla féle erősítő adó működésének pontos matematikai leírását csak a Tesla úttörő munkásságát követő 50-100 évben sikerült megalkotni. A kisfrekvenciás Maxwell-féle harmonikus rezgéseket alkalmazva Tesla megpróbált kisfrekvenciás állóhullámokat előállítani a Föld elektromágneses „áramkörében”. 
Az eszközei által történt megfigyeléseiből kiindulva Tesla észrevette, hogy a Föld elektromágneses rezgéseit fel lehet erősíteni. (A Föld elektromágneses rezgéseinek példája a Schumann-rezonanciák.) Tesla azt állította, hogy olyan eszközt sikerült készítenie, mely a Föld rezgéseit tudja felerősíteni.
Ez az erősítő adó volt, mely elektromágneses állóhullámokat keltve megnövelte a rezgések potenciális energiáját.
Normális működés esetén az eszköz viszonylag halk volt, miközben nagy teljesítményű elektromos mezőt generált, de mikor a kimeneti feszültség meghaladta a tervezett maximális értéket, akkor nagyfeszültségű ívek lövelltek ki az elektródákból a levegőbe. Tesla volt az első, aki a villámok nagyságrendjébe sorolható elektromos hatásokat ért el. Cripple Creek lakosai számára úgy tűnt, mintha a laboratórium felől vihar közeledne.
A colorado springsiek közül nem egy mesélte, hogy a laboratórium közelében a talaj és a lábuk között gyakran ívkisülések jelentek meg. Ezek az ívkisülések megfigyelhetőek voltak néha a helyi víztározóban is. A laboratórium körüli terület koronaszerűen fénylett, a Szent Elmo tüzéhez hasonlóan. 
Tesla egyik kísérlete tönkretette a Colorado Springs-i Elektromos Társaság generátorát, mivel a nagyfrekvenciás hullámok visszatáplálódtak a városi energia elosztó rendszerbe.

### Tetőkapacitás
A tetőkapacitás a szekunder tekercs tetején található legtöbbször, ami sokszor alumíniumból készül. A tetőkapacitás nem más, mint egy toroid formát felvevő fém. Az elkészítése egyszerű. Alufóliát kell feltekercselni olyan formájúra, így megnő a szekunder kapacitása. Ezt gyakran alumíniummagnak hívják. Ha tetőkapacitásnak egy hegyes tárgyat használunk, akkor megfigyelhetjük az úgynevezett koronakisülést.

## Magnifier
A Wardenclyffe erősítő adó nagyon jól ismert Tesla szabadalmai és a különböző fényképek alapján. Az erősítő adó nem ugyanaz, mint a Tesla-tekercs. Az erősítő adónak ugyan a Tesla-tekercshez hasonlóan egy kis menetszámú primer és egy nagyobb menetszámú szekunder tekercse volt, de ezek már jóval szorosabban voltak csatolva egymáshoz, így sokkal kisebb volt a veszteség, nagyobb lett a hatásfok. Ebből eredően az elsődleges szikra enyhítéséhez jóval szigorúbb szabályokat kellett alkalmazni a primer és szekunder tekercsek között.
Ezen kívül a fő oszcillátort alkotó két nagy tekercsen kívül Tesla egy harmadik tekercset is alkalmazott, amit "extra tekercs"-nek nevezett. Tesla az erősítő adóval folytatott kísérletei során folyamatos és megszakított hullámokkal dolgozott.

## Egyenáramú Tesla-tekercs (DCTC)
Tesla a váltóáram népszerűsítésével és használatával lett leginkább népszerű. Az eredeti Tesla tekercs is váltakozóárammal működött, nem túl jó hatásfokkal. Ma már léteznek a félvezetős FET-es, illetve IGBT-s tekercsek, amiknek sokkal jobb a hatásfokuk. A kettő között foglalja el helyét az egyenáramú, de nem félvezetőkből megépített meghajtással rendelkező, alapvetően nagyfeszültséget igénylő DCTC.
A legegyszerűbb DCTC meghajtása áll egy nagyfeszültségű transzformátorból (esetleg egy hozzá készített feszültség sokszorozóból), egy egyutas, kétutas, vagy graetz egyenirányításból, és egy hozzá tartozó nagyfrekvenciás fojtásból. Fontos, hogy az egyenirányítás diódái nagyfrekvenciások legyenek.  A hálózat irányában zavarszűrőket kell elhelyezni, hogy a hálózat felé ne jusson vissza semmiféle nagyfrekvenciás komponens, másrészt az ívhúzások miatt zavarná a hálózat működését. A legjobb megoldás, ha az egész meghajtást beletesszük egy Faraday-ketrecbe. A DCTC-nél kötelező a forgó szikraköz használata, mivel ha statikus szikraközünk van, nem fogja feltölteni a kondenzátort, mivel egyenáram szempontjából a kondenzátor szakadást jelent. De a forgó szikraköznél van olyan pillanat, amikor a szikraköz teljesen rövid zárként viselkedik, így az egyenáram fel fogja tölteni a kondenzátort, és a megfelelően kiszámolt sebességgel üzemelő forgó szikraköz épp akkor süti ki, mikor maximum feszültségre töltődött fel a primerköri kondenzátor. Van egy nagy előnye a DCTC-nek, mégpedig az, hogy akármekkora lehet a kondenzátor értéke, a forgó szikraköz sebességétől, és a meghajtó áram nagyságától függően.

### Fajtái
Két típusú DCTC létezik, egy a fentebb említett még néhány kiegészítő elemmel, a második az ún. charging reaktoros. Itt ugyan csak 1 elemmel bővül a rajz, mégis nagy jelentősége van. Ha egy nagy értékű induktivitást teszünk a kondenzátor elé , áthalad rajta a kondenzátor töltőárama, amely létrehoz egy mágneses teret, amint feltöltődött teljesen a kondenzátor, viszonylag hirtelen megszűnik a töltőáram, és ezzel megváltozik a mágneses fluxus. A fluxus változása a fojtótekercs meneteiben feszültséget indukál. Ez az x nagyságú feszültség vektorálisan a kondenzátor feszültségéhez fog hozzáadódni. A szikraköznek ilyenkor kell kisütő állásban állnia, és akkor kisütni a kondenzátort, mikor az maximálisan fel van töltve. A tekercs elé viszont kell rakni egy újabb egyenirányítást, hogy megelőzzük, hogy visszafelé szétrobbantsa a meghajtó trafó egyenirányítására berakott diódákat.
Képletekkel ki lehet számolni az adatokat:
- Váltakozó áramú effektív középérték (szinusz esetén): Ucs = Ueff × √(2)   Ahol  Ucs = csúcsfeszültség
- Töltések áramlása : 1C = 1A × 1s
- Kondenzátor töltéskapacitása: Q = U × C  [Coulomb]
- Kondenzátor energiája: W = (C / 2) × U²  [ J ] Joule
- Rezonancia frekvencia (Thompson-képlet): {\displaystyle f_{0}={\frac {1}{2\pi {\sqrt {(1-k^{2})L_{2}\cdot C_{2}}}}}}

Ezekből a képletekből már meghatározható egy sima DCTC primerköri kondenzátor kapacitása. Példa:
Van egy 10 kV feszültségű nagyfeszültségű trafó, ami 100 mA-t képes leadni. Egyenirányítás után a feszültség :
- Ucs = 10 000 V × 1,41
- Ucs= 14 100 V

Tehát a primerköri kondenzátort kb. dupla ekkora feszültség elviselésére kell méretezni.

## A Tesla-tekercsek veszélyei, hátrányai
- Komoly, akár halálos áramütést is lehet szenvedni. A nagyfrekvenciás részek érintése halálos, csak Faraday-ketrecben lehet biztonságosan megközelíteni a nagyobb frekvenciájú és feszültségű Tesla-tekercseket, vagy (mivel a szekunder egyik vége földpotenciálon van) gondoskodni kell, hogy a megérintő személy a földpotenciáltól megbízhatóan elszigetelt legyen.
- A tekercs működés közben a nagyfeszültségű kisülések következtében ózont és nitrogén-monoxidot (nitrogén-oxidot) termel, mindkettő mérgező gáz. Ezért csak jól szellőztetett teremben szabad működtetni.
- A szikraköz és a kijövő nagyfeszültségű koronakisülés ultraibolya sugárzást bocsát ki, így ezek hosszas nézése, hasonlóan a hegesztéshez, szemfájást, kötőhártya-gyulladást okoz.
- Zavart kelt a rádióhullámokban és más elektromágneses hullámokban, így (a teljesítménytől, feszültségtől és frekvenciától függően) a Tesla-tekercs körzetében (10-100 méterig) zavarja a rádiót, televíziót.

## Skin hatás
A nagyfrekvencián működő tekercsek soros veszteségi ellenállása nagyobb az egyenáramnál mért értéknél. Ennek oka, hogy a nagyfrekvenciás áram nem a vezeték teljes keresztmetszetén, hanem csak annak külső felületén folyik. Minél magasabb a frekvencia, a vezetésben részt vevő keresztmetszet (tulajdonképpen a behatolási mélység) annál inkább csökken. A vezető keresztmetszet csökkenése miatt a vezeték nagyfrekvencián tanúsított ellenállása megnövekszik. Ez a skin (bőr-) hatás. 
A skin hatást figyelembe véve a nagyfrekvenciás vezetékeket, tekercseket oly módon készítik, hogy:
- az áram által átjárt külső felületet megnövelik több egymástól elszigetelt vezető alkalmazásával. Ilyen például a litze huzal
- a réz vezető felületét a behatolási mélységig kisebb fajlagos ellenállású anyaggal (pl. ezüst) vonják be, ezáltal csökkentve a vezető keresztmetszet ellenállását
- nagyobb teljesítményű alkalmazáskor (több száz kW-os rádióadók végfokozatai) a tekercset vörösréz csőből készítik, hiszen az áram úgyis csak a cső külső felületén folyik; a cső belsejében hűtő folyadék áramoltatható.